# Minuskelschrift

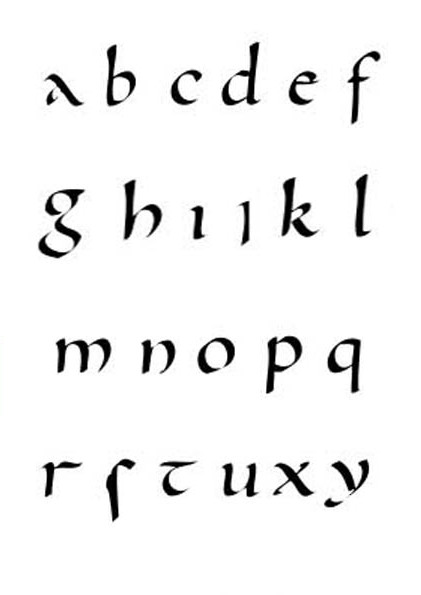
Buchstaben der karolingischen Minuskel. Buchstaben wie a und c nehmen einen mittleren Höhenbereich ein; einige Buchstaben reichen weiter nach oben, einige weiter nach unten.

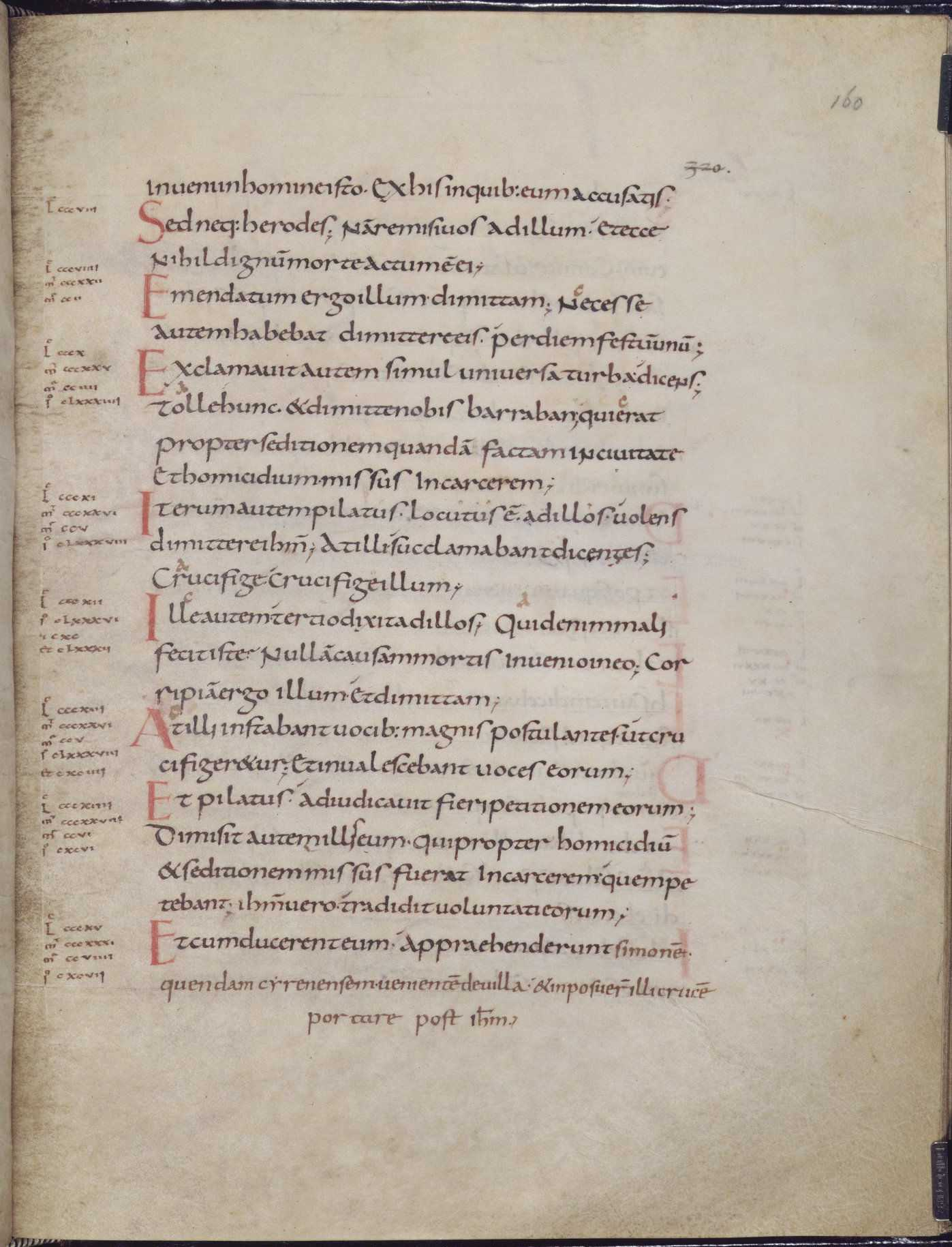
Die karolingische Minuskel in einer Vulgata-Handschrift (British Library, MS Add. 11848, Fol. 160v). Am Anfang der Verse sind rote Initialen zu sehen. Diese Großbuchstaben gehören nicht zur karolingischen Minuskel.

Eine Minuskelschrift oder kurz Minuskel ist eine historische Schriftart, deren Buchstaben der Form nach den heutigen Kleinbuchstaben (Minuskeln) entsprechen. Das europäische Mittelalter war im Wesentlichen ein Zeitalter der Minuskelschriften (siehe Chronologie der Lateinschrift). Erst am Ende des Mittelalters entstanden Schriftarten, die sowohl Großbuchstaben als auch Kleinbuchstaben enthalten.

## Form der Buchstaben
Wie heutige Kleinbuchstaben nehmen die Buchstaben einer Minuskelschrift insgesamt drei Höhenstufen in einem Vierliniensystem ein. Im Gegensatz dazu haben Großbuchstaben (Majuskeln) eine einheitliche Höhe und passen daher in ein Zweilinienschema.
Die Buchstaben der Minuskelschriften weisen insgesamt mehr Rundungen auf als Majuskeln. Dieser Formunterschied hat sich bis heute erhalten (vgl. beispielsweise A, E, M ohne Rundungen – a, e, m mit Rundungen). Minuskeln sind insgesamt einfacher und mit weniger Zügen zu schreiben als Majuskeln. Sie lassen sich also schneller schreiben als diese und beanspruchen auch weniger Platz. 
Die historischen Minuskelschriften enthalten die Buchstaben nicht in zwei Formen (Großbuchstaben und Kleinbuchstaben), sondern nur in der „dreistöckigen“ Kleinbuchstaben-Form. Man spricht daher normalerweise einfach von den „Buchstaben“ einer Minuskelschrift – und nicht von „Kleinbuchstaben“, es sei denn um die Form zu charakterisieren.
Im Mittelalter wurden beim Schreiben neben den Minuskeln durchaus auch „Großbuchstaben“ verwendet, zumeist als sogenannte Initialen. Diese Anfangsbuchstaben am Anfang etwa von Kapiteln, Absätzen oder Versen gehören jedoch nicht der jeweiligen Minuskelschrift an, sondern sie wurden entweder individuell gestaltet oder einer Majuskelschrift entnommen.

## Entwicklung
Die ursprüngliche Form der Buchstaben ist die der Großbuchstaben. Die ersten Schriften waren deshalb Majuskelschriften. Zu diesen zählen in der griechisch-römischen Antike die Capitalis monumentalis und die Unzialen.
In der ausgehenden Antike entstanden als erste Minuskelschriften die jüngere römische Kursive (4. Jahrhundert) und die Halbunziale (5. Jahrhundert). Die neuen Formen der Buchstaben ergaben sich aus dem Bedürfnis, möglichst einfach und schnell schreiben zu können.
Um 780 entstand die karolingische Minuskel, zunächst als Hofschrift des Fränkischen Reiches. Parallel dazu entwickelten sich im 8.–9. Jahrhundert im Bodenseeraum die alemannische Minuskel (vor allem in den Skriptorien des Klosters St. Gallen und des Klosters Reichenau) und im 8. bis 12. Jahrhundert im angelsächsisch-irischen Raum die insulare Minuskel. Auf der Iberischen Halbinsel war die westgotische Minuskel ab dem 8. Jahrhundert verbreitet, die aber seit dem 10. Jahrhundert zunehmend von der karolingischen Minuskel verdrängt wurde.
Die karolingische Minuskel entwickelte sich dann weiter in die gotische Minuskel. Aus der karolingischen Minuskel gingen auch die Kleinbuchstaben der Antiqua-Schriften hervor.
Seit der Renaissance gibt es Schriften, die ein Großbuchstaben- und ein Kleinbuchstabenalphabet in sich vereinen, was heute für nahezu alle Schriftarten gilt.